# Nuno Osório
Nuno Miguel Osório Silva (Magueija een wijk van Lamego, 12 mei 1974) is een Portugees componist, dirigent, muziekpedagoog, saxofonist, pianist en slagwerker.

## Levensloop
Osório Silva was al op 10-jarige leeftijd lid van de Banda Juvenil de la Sociedade Filarmónica de Magueija als slagwerker nadat hij les had bij Fausto Ribeiro. Naast slagwerk speelde hij later ook tenorsaxofoon en werd later dirigent van deze Banda. Aan de muziekacademie te Lamego studeerde hij piano bij Paulo Xavier. Vervolgens studeerde hij slagwerk aan het "Conservatório de Música D. Dinis" in Odivelas. In 1996 werd hij lid van de "Banda de la Guarda Nacional Republicana" en werd binnen dit orkest onderscheiden als verdienstelijke muzikant. Compositie studeerde hij bij Luís Rego en vervolgens bij Luís Macedo.
Tegenwoordig als slagwerker en instructeur voor percussie-instrumenten in de "Banda Marcial do Porto". In 2007 kreeg hij de opdracht van het stadsbestuur in Ponte de Lima ter gelegenheid van het 20-jarige jubileum van de oprichting van het stadhuis een hymne voor deze stad te componeren. De première verzorgde de Banda Sinfónica da Polícia de Segurança Pública onder leiding van José Manuel Ferreira Brito en naam dit werk ook op cd op. Eveneens in 2007 volgde hij directie-cursussen onder leiding van Jose Ignacio Petit.
Als componist schrijft hij tot nu (eind 2010) vooral voor banda (harmonieorkest).

## Composities

### Werken voor banda (harmonieorkest)
- 2007 Ciclos y Mitos (Cycles and myths)[1]
- 2008 Hispânico, pasodoble[2]
- 30º CFS (Curso de Formação de Sargentos)[3]
- Augusto Alves, pasodoble[4]
- Florisol, concertmars
- Homenagem a José Silva
- Mestre Avelino

## Media
1. ↑  Cycles and myths door de Banda sinfónica del Conservatorio profesional José Castro Ovejero de León o.l.v. Jesús Blasco
2. ↑  Hispânico door de Banda de Música Associaçao Recreativa e Musical de Vilela o.l.v. Jose Ricardo Freitas
3. ↑  30º CFS (Curso de Formação de Sargentos) door Banda Musical da Casa do Povo de Tangil
4. ↑  Augusto Alves door de Banda de Música Associaçao Recreativa e Musical de Vilela o.l.v. Jose Ricardo Freitas

- Bibliothèque nationale de France: cb16739391z (data)
- Virtual International Authority File: 306262169